# Мичел (окръг, Северна Каролина)
Окръг Мичел (на английски: Mitchell County) е окръг в щата Северна Каролина, Съединени американски щати. Площта му е 575 km², а населението – 15 126 души (2016). Административен център е град Бейкърсвил.